# Hygrochelifer hoffi
Espèce
Hygrochelifer hoffi est une espèce de pseudoscorpions de la famille des Cheliferidae.

## Distribution
Cette espèce est endémique du Tamil Nadu en Inde. Elle se rencontre vers Tambaram.

## Publication originale
- Murthy & Ananthakrishnan, 1977 : Indian Chelonethi. Oriental Insects Monograph, vol. 4, p. 1-210.